# Gionges
Gionges est une ancienne commune française située dans le département de la Marne en région Grand Est.
Le 1er janvier 2018, elle forme avec Oger, Vertus et Voipreux une nouvelle commune par fusion : Blancs-Coteaux.

## Géographie
| |         |                    |
| \| Moslins \| Grauves \| Oger \| \| Villers-aux-Bois \| Gionges \| Le Mesnil-sur-Oger \| \| \| Vertus \| \| |         |                    |
| Moslins | Grauves | Oger               |
| Villers-aux-Bois                                                                                            | Gionges | Le Mesnil-sur-Oger |
| | Vertus  |                    |

Située à 207 mètres d'altitude, la commune de Gionges possède deux sites principaux : le village de Gionges autour l'église des Saints-Ferréol-et-Ferjeux et le hameau de Fulaine Saint-Quentin où se trouvait l'église du même nom, aujourd'hui désaffectée. Il comprend aussi plusieurs lieux-dits comme la Crolière, Commercy ou encore Sourriettes.

## Toponymie
Voici la toponymie qui est rapportée dans le Dictionnaire topographique du département de la Marne en 1891 :
Giu[n]giœ, 1107 (chapelle de Saint-Étienne de Châlon, armoire 1, liasse 1). – Giunge, Gionge, Gionges vers 1222 (livre des vases de Champagne). – Gyongiœ, Giongiœ, vers 1355 (archives nationales J 193, 51). – Gyonges, 1508 (archives nationales P 207, 12). – Guurges (sic), 1542 (taxe du diocèse de Châlon p. 214). – Gionges, présentement dit Saint-Fergeul; Saint-Fergeul, 1673 (archives nationales Q1 681). – Gionge ou Saint-Quentin, 1720 (Saugrain, tome I, p. 411). – Gionge, 1741 (évêché de Châlon, carton 3). – Gionge-Saint-Ferjeu, 1767 (Toussaints, carton 8).

## Histoire
Sous l'Ancien Régime, la communauté de Gionges était formée d'une paroisse qui comportait deux villages, chacun avec son église : Fulaine Saint-Quentin et Gionges Saint-Ferjeux. Cette paroisse était appelée dans les registres paroissiaux « paroisse de Gionges et Fulaine » ou encore « paroisse de Saint Ferjeux, Gionges et Fulaine ». La carte de Cassini, en 1757, indique « Gionges St Ferjeu » et « Fulaines St Quentin succursale ».
L'église paroissiale de Gionges était consacrée à saint Ferréol et à saint Ferjeux et faisait partie du diocèse de Châlons et du doyenné de Vertus. À Fulaine l'église paroissiale était consacrée à saint Quentin. L'abbé de Saint-Sauveur-de-Vertus « présentait à la cure »,.
Saint Ferréol et saint Ferjeux étaient deux frères prêtres évangélistes qui furent envoyés par l'évêque Saint Irénée de Lyon, vers la fin du IIe siècle, fonder l'église catholique de Besançon. Ils furent tous les deux décapités le 10 juin 212 sur ordre du gouverneur romain qui voyait dans leur action une source de trouble public. Ces deux martyrs sont les saints patrons de Besançon et sont fêtés le 16 juin.
En 1789, Gionges était compris dans l'élection de Châlons et suivait la coutume de Vitry.
Durant la Révolution, pour suivre le décret de la Convention du 25 vendémiaire an II invitant les communes ayant des noms pouvant rappeler les souvenirs de la royauté, de la féodalité ou des superstitions, à les remplacer par d'autres dénominations, la commune, alors nommée Gionges-Saint-Ferjeux, prend le nom de Gionges. Après la Révolution, la commune reprend son ancien nom puis celui de Gionges tout court.

### Première Guerre mondiale
Le 4 septembre 1914, arrivée du 19e BCP qui cantonne deux jours et repart le 6 pour combattre au château de Chapton.

## Politique et administration
| Période                                  | Période                      | Identité      | Étiquette | Qualité                         |
| ---------------------------------------- | ---------------------------- | ------------- | --------- | ------------------------------- |
| Les données manquantes sont à compléter. |                              |               |           |                                 |
| 2001                                     | En cours (au 4 juillet 2014) | Michel Anquet |           | Réélu pour le mandat 2014-2020, |

## Démographie

### Évolution démographique

#### Jusqu'à la Révolution
Gionges et Fulaines, qui ne formaient qu'une seule paroisse (de même qu'ils ne forment aujourd'hui qu'une seule commune), étaient toujours dénombrés ensemble. Cependant en 1709, dans son Dénombrement du royaume par généralités, élections, paroisses et feux, Claude-Marin Saugrain notait, à la place de Gionges « Fulaines et dépendances » avec 41 feux. En 1720, M. Saugrain notait : « St Etienne au Temple, St Ferjeux, ou Fulaine, Gionges ou St Quentin, annexe, et la ferme de la Neuville lès St Ferjeux, autrement appelée Commercy » avec 61 feux (la commune de Saint-Étienne-au-Temple est pourtant distante d'une quarantaine de kilomètres et le chiffre correspond manifestement en fait à la paroisse de cette commune).
| 1664    | 1690    | 1709    | 1713    | 1725    | 1726    | 1773    | 1774    |
| ------- | ------- | ------- | ------- | ------- | ------- | ------- | ------- |
| 35 feux | 38 feux | 41 feux | 26 feux | 29 feux | 30 feux | 26 feux | 29 feux |

#### Depuis la Révolution
L'évolution du nombre d'habitants est connue à travers les recensements de la population effectués dans la commune depuis 1793. Pour les communes de moins de 10 000 habitants, une enquête de recensement portant sur toute la population est réalisée tous les cinq ans, les populations de référence des années intermédiaires étant quant à elles estimées par interpolation ou extrapolation. Pour la commune, le premier recensement exhaustif entrant dans le cadre du nouveau dispositif a été réalisé en 2006.
En 2015, la commune comptait 218 habitants, en évolution de +42,48 % par rapport à 2009 (Marne : −1,19 %, France hors Mayotte : +2,11 %).
| 1793 | 1800 | 1806 | 1821 | 1831 | 1836 | 1841 | 1846 | 1851 |
| ---- | ---- | ---- | ---- | ---- | ---- | ---- | ---- | ---- |
| 172  | 197  | 154  | 179  | 204  | 193  | 176  | 187  | 204  |

| 1856 | 1861 | 1866 | 1872 | 1876 | 1881 | 1886 | 1891 | 1896 |
| ---- | ---- | ---- | ---- | ---- | ---- | ---- | ---- | ---- |
| 175  | 168  | 175  | 157  | 150  | 148  | 180  | 167  | 134  |

| 1901 | 1906 | 1911 | 1921 | 1926 | 1931 | 1936 | 1946 | 1954 |
| ---- | ---- | ---- | ---- | ---- | ---- | ---- | ---- | ---- |
| 167  | 128  | 125  | 118  | 114  | 106  | 95   | 101  | 129  |

| 1962 | 1968 | 1975 | 1982 | 1990 | 1999 | 2006 | 2011 | 2014 |
| ---- | ---- | ---- | ---- | ---- | ---- | ---- | ---- | ---- |
| 85   | 81   | 86   | 103  | 126  | 129  | 148  | 183  | 213  |

En 1856, le départ des familles et la baisse des naissances sont les deux causes de la dépopulation mentionnées dans la liste nominative.
Gionges est la commune de Champagne-Ardenne qui présentait le plus fort taux de population comptée à part en 2006 selon l'Insee : 37,6%, avec 89 personnes pour une population totale de 237 habitants (population municipale + population comptée à part). Ce taux s'explique par la présence d'une maison familiale rurale.

## Culture locale et patrimoine
L'église Saint-Ferréol-et-Saint-Ferjeux, souvent appelée simplement Saint-Ferjeux, dépend aujourd'hui de la paroisse Saint-Leu-du-Mon-Aimé (commune de Voipreux) et du diocèse de Châlon-sur-Marne.
La fête patronale du village est le dimanche suivant le 16 juin, fête de Saint-Ferjeux et de Saint-Ferréol.

### Lieux et monuments

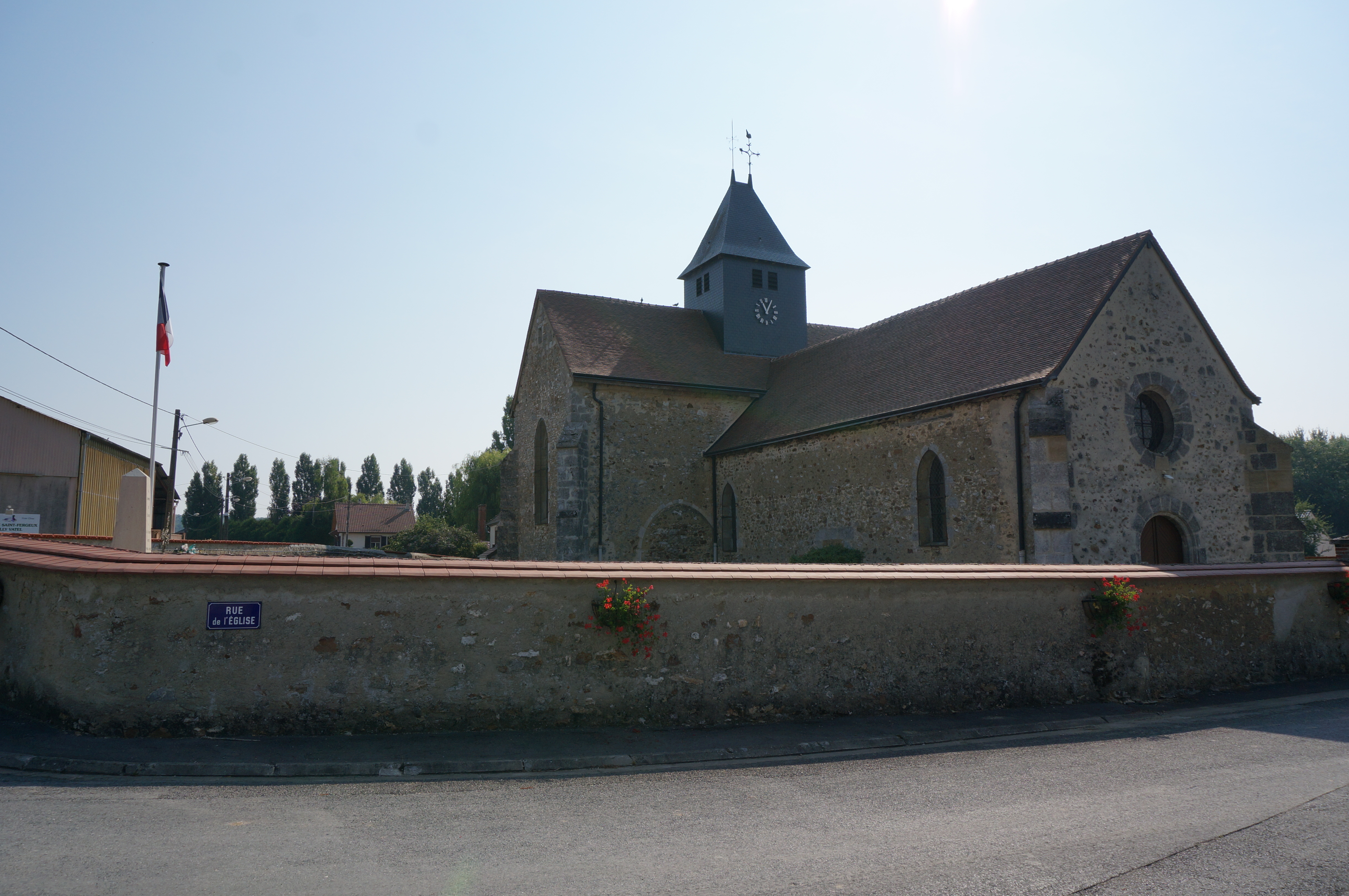
L'église et le monument aux morts.
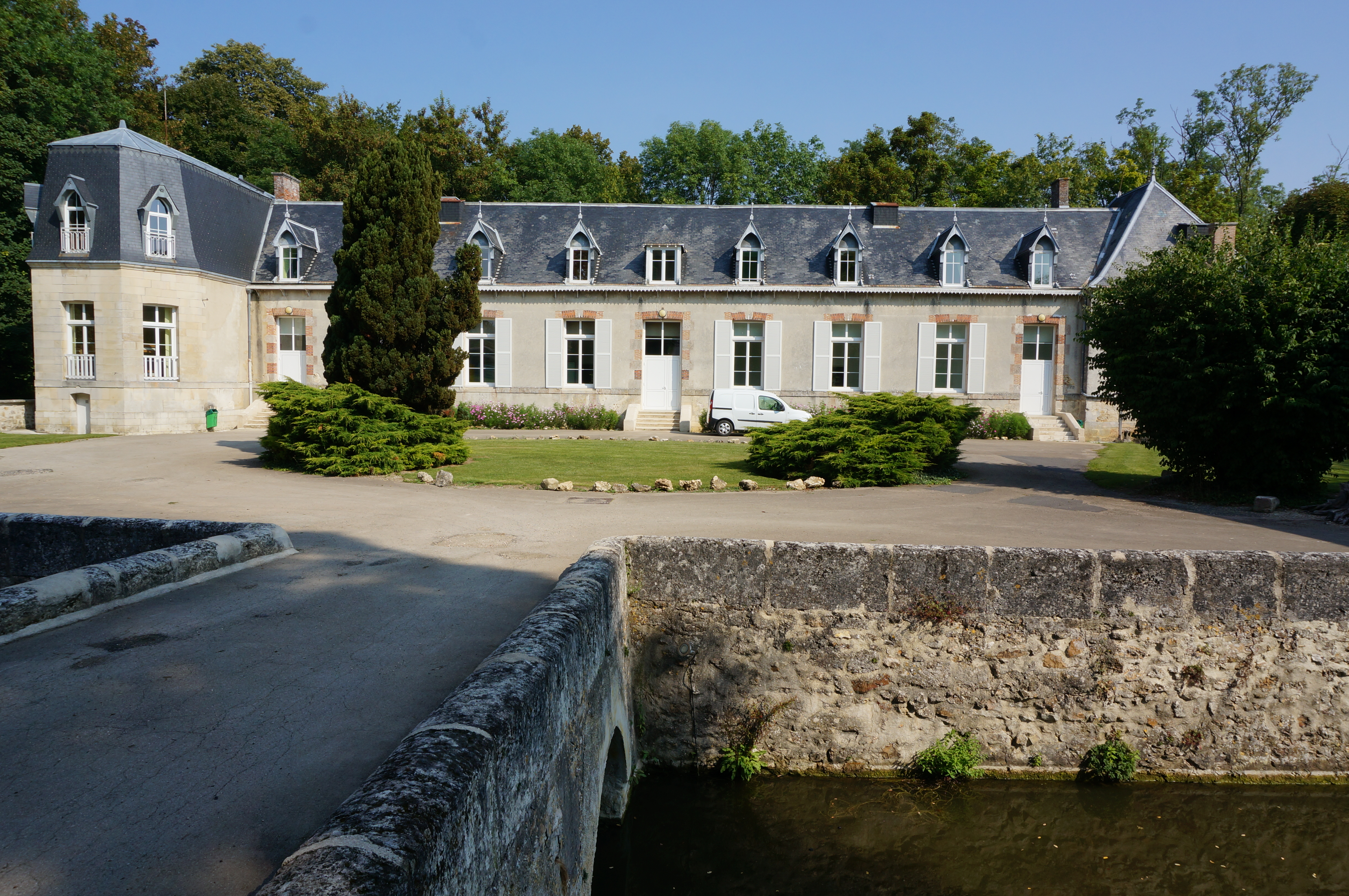
Vue du château.

- Village fleuri avec balade.
- Église Saint-Ferjeux et Ferréol (nef du XIIe siècle et transept du XVIe siècle)[21]. La statue de saint Ferjeux date du XVe siècle. Une tour extérieure en brique rouge renfermant un escalier en colimaçon donne accès au clocher. Courant février 2003, une horloge a été installée dans le clocher.
- Douves du château de la Crolière (domaine privé).
- Lavoirs.
- Ferme-auberge.